# Rheinische Zeitung

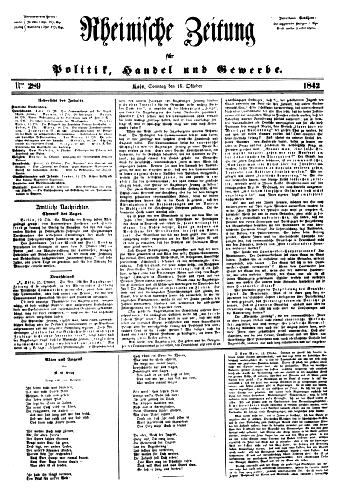
Pagina del Rheinische Zeitung

Il Rheinische Zeitung für Politik, Handel und Gewerbe (Gazzetta Renana in italiano) è stato un giornale pubblicato a Colonia tra il 1º gennaio 1842 e il 31 marzo 1843.

## Storia
Era una pubblicazione pro-democratica e riformista che aveva lo scopo di dare voce alla borghesia ed agli intellettuali della Renania contro l'assolutismo prussiano: la provincia, dopo essere stata "repubblica sorella" della Francia con il nome di Repubblica Cisrenana tra il 1797 e il 1815, ed avere acquisito gli ideali della Rivoluzione francese, in seguito al Congresso di Vienna si trovò annessa al Regno di Prussia, fortemente autoritario.
Max Stirner vi pubblicò Das unwahre Prinzip unserer Erziehung (Il falso principio della nostra educazione) e Kunst und Religion (Arte e religione).
Karl Marx iniziò a pubblicare sul Rheinische Zeitung il 5 maggio 1842. Il suo articolo contro la censura del governo prussiano, pubblicato anonimamente con lo pseudonimo "un renano", che gli valse un ampio riconoscimento nella comunità progressista. Proseguì con altri articoli, scrivendo una serie in sei parti sulla libertà di stampa. La positiva risposta a questa serie contribuì ad aumentare la circolazione ed influenza del giornale.
Nell'ottobre 1842 Marx fu nominato direttore del giornale. Il 16 novembre Friedrich Engels visitò gli uffici del giornale mentre si stava recando nel Regno Unito, incontrando per la prima volta Marx. Engels spedì dal Regno Unito una serie di articoli sulle condizioni della classe operaia in quel paese, che furono poi riuniti e pubblicati in uno dei suoi più noti libri: La situazione della classe operaia in Inghilterra.
Sotto la guida di Marx e l'influenza di Engels il giornale iniziò ad assumere posizioni più radicali, opponendosi apertamente alla politica del governo. Un articolo di Marx che discuteva criticamente le relazioni tra il governo prussiano e la Chiesa cattolica fu censurato dallo Stato e mai pubblicato: per molti altri suoi articoli avversi alla politica del governo fu consentita la pubblicazione dopo minuziosi esami.
All'inizio del 1843 Marx promuoveva attraverso il giornale idee radicali, esponendo in modo crescente idee socialiste e comuniste e quasi apertamente chiedendo una rivoluzione per sostituire la monarchia prussiana con una democrazia. Il 21 gennaio di quell'anno, il Consiglio dei ministri prussiano, alla presenza del re Federico Guglielmo IV, deliberò la chiusura del giornale.
Per evitare la fine delle pubblicazioni, gli azionisti del giornale chiesero una linea più moderata, il che provocò le dimissioni di Marx il 17 marzo 1843; al suo posto divenne direttore un tale Oppenheim. La testata venne comunque chiusa dal governo il 31 marzo.
La linea editoriale progressista fu seguita, dal 1848 al 1849, dalla testata Neue Rheinische Zeitung (Nuova Gazzetta Renana).